# Alexander Wassiljewitsch Njomitz
Alexander Wassiljewitsch Njomitz (russisch Александр Васильевич Нёмитц; * 26. Julijul. / 7. August 1879greg. im Dorf Kotjuschany, Gouvernement Bessarabien; † 1. Oktober 1967 in Jalta) war ein sowjetischer Vizeadmiral und Oberkommandierender der Seekriegsflotte der Russischen Sozialistischen Föderativen Sowjetrepublik (1920–1921).

## Leben
Njomitz wuchs in Odessa auf. Sein Vater W.F. Njomitz war ausgebildeter Jurist und starb früh. Seine Mutter, Sofia Apollonowna Kusnezowa, schickte ihn an eine Seekadettenanstalt, die er 1899 mit Auszeichnung abschloss. Er begann seine Dienstlaufbahn als Mitschman in der Schwarzmeerflotte. Von 1902 bis 1903, nach dem Besuch von Artillerielehrgängen für Offiziere, lehrte er an einer Schule für Kommandeure und Schiffselektriker. Ab 1907 arbeitete Leutnant Njomitz als Historiker in der Geschichtsabteilung des Marinegeneralstabs. Er studierte Archive über den Russisch-Japanischen Krieg. Seine Arbeiten wurden in der Zeitschrift Morskoj Sbornik veröffentlicht. Daraus entstand das 1913 erschienene Standardwerk Angewendete Strategie (russisch Прикладная стратегия), das viele Jahre in der Ausbildung kaiserlich-russischer und sowjetischer Offiziere genutzt wurde.

### Erster Weltkrieg
Während des Ersten Weltkrieges diente Fregattenkapitän Njomitz als Stabsoffizier in der operativen Schwarzmeerabteilung des Marinegeneralstabes. Gleichzeitig wurde er dem Hauptquartier des Oberkommandos zugewiesen. Auf eigenen Wunsch wurde er bereits 1915 Kommandeur des Kanonenbootes Donez der Schwarzmeerflotte. Im Anschluss kommandierte er die 5. und dann die 1. Zerstörerdivision. Im September 1917 wurde Njomitz auf Veranlassung der Provisorischen Regierung durch Admiral Koltschak zum Konteradmiral befördert und zum Kommandeur der Schwarzmeerflotte ernannt. Njomitz bekannte sich im November 1917 zur Sowjetmacht. In diesem Jahr heiratete er Anastasia Alexandrowna Wrubel, die Schwester des Künstlers Michail Wrubel.

### Russischer Bürgerkrieg
Von August bis Oktober 1919 war er Stabschef der Südgruppe der 12. Armee. Im August 1919, während der großen Offensive der Weißen Armee unter General Denikin und des Zurückweichens der Bolschewiki, führte Njomitz im Hinterland der gegnerischen Armeen legendäre strategische Manöver durch, die in die Geschichte des Bürgerkrieges eingingen und viele Jahre an Militärakademien gelehrt wurden. Bei den Kämpfen wurde er zweimal am Bein verwundet und aus dem von der Roten Armee eroberten Schytomyr nach Moskau evakuiert.
Am 6. Februar 1920 beschloss die Versammlung des Politbüros der KPR (B), Njomitz als Oberbefehlshaber der Seestreitkräfte einzusetzen und als Mitglied des revolutionären Militärrates aufzunehmen. Der Stratege Njomitz machte sich bei der Sicherung der Erdölreserven im Kaspischen Meer verdient. Die englischen und weißgardistischen Schiffe mit Basis im persischen Hafen Enzeli störten den Transport des Öls aus Baku. Njomitz schlug einen Plan, der auf höchster Ebene mit Lenin diskutiert wurde, zur Vernichtung der Schiffe in der Basis vor. Er zeichnete für die erfolgreiche Umsetzung der Operation durch die Wolga-Kaspische Flottille unter der Leitung Raskolnikows verantwortlich.
Die Bolschewiki konzentrierten ihre Kräfte nunmehr auf die Zerschlagung der Armee Wrangels auf der Krim. Njomitz stärkte daher die Asow-Flottille durch Zuführung von Waffen, Munition und Mannschaften aus der Baltischen Flotte. In der Zeit vom 14.–17. August 1920 wurden Landungstruppen unter dem Kommando des Generals Ulagai am Ostufer des Asowschen Meeres konzentriert, mit der Aufgabe die militärischen Handlungen auf das Kuban-Gebiet auszudehnen. Njomitz gelang es in dieser Zeit 40 Schiffe zu bewaffnen, eine Luftdivision aus 18 Flugzeugen aufzustellen und eine Marinedivision von 4600 Mann zu formieren. Da ihm die Pläne Ulagais bekannt waren, verhinderte er das Einlaufen der weißgardistischen Schiffe durch die Straße von Kertsch in das Asowsche Meer mit dem Auslegen von 266 Seeminen. Gleichzeitig organisierte er eine Gegenoffensivlandung im Hinterland der Truppen Ulagais. Dieses Manöver, das zur Niederlage der Weißen Armee führte, ging als erstes seiner Art in die Geschichte Seekriegskunst ein.

### Sowjetische Zeit
Im Dezember 1921 bat Njomitz um seine Entlassung als Marineoberbefehlshaber. Er übernahm von nun an Lehraufgaben an den Akademien der Luft- und später der Seestreitkräfte. Ab 1930 war er stellvertretender Inspekteur der Seekriegsflotte. In dieser Zeit machten sich die Folgen seiner Kriegsverwundungen bemerkbar. Er erkrankte schwer und verlor fast vollständig sein Hörvermögen. Er konnte aber genesen und seine Arbeit wieder aufnehmen. 1938 schrieb er das Buch Die Arbeit des Hauptmarinestabes (russisch Работа Главного Морского штаба), das er vor Ausbruch des Zweiten Weltkrieges beendete. Es wurde aber wie seine Memoiren nie veröffentlicht. Nur handschriftliche Aufzeichnungen blieben erhalten, die im Museum Panorama der Verteidigung Sewastopols ausgestellt sind. Von August 1938 bis November 1940 wurde er zum Seekriegsverlag abkommandiert. 1941 erfolgte seine Ernennung zum Vizeadmiral. Während des Großen vaterländischen Krieges arbeitete Njomitz als Professor am Lehrstuhl für Strategie und Taktik der Seekriegsakademie. 1947 wurde er Reservist. Er arbeitete beim Hydrografischen Dienst der Schwarzmeerflotte in Sewastopol, lebte sehr spartanisch und bescheiden. Mitte der 1950er Jahre zog er zu seiner Tochter nach Jalta und verbrachte dort seine letzten Jahre. Er wurde in Sewastopol beigesetzt.
Eine Enkelin war die Menschenrechtlerin Tatjana Sergejewna Chodorowitsch.

## Auszeichnungen
- Sankt-Stanislaus-Orden 3. Klasse (1906)
- Orden der Heiligen Anna 3. Klasse (1912)
- Orden der Heiligen Anna 2. Klasse (1914)
- Orden des Heiligen Wladimir 4. Klasse (1915, 1916)
- Orden des Heiligen Wladimir 3. Klasse (1917)
- Rotbannerorden (1919, 1944)
- Leninorden (1945)
- weitere Medaillen

## Werke
- Стратегическое исследование русско-японской войны на море. Морская академия [Morskaya akademiya] (Herausgegeben 1909–1910).
- Исследование русско-японской войны на море периода командования флотом адмирала Макарова. In: Морской сборник [Morskoĭ sbornik]. (Veröffentlicht 1912–1913).
- Русско-японская война на море. In: История русской Армии и флота [Istoriya russkoy Armii i flota]. Band 15. Obrazovanīe, Moskau 1913, OCLC 38632283.
- Очерки по истории русско-японской войны. Морская академия [Morskaya akademiya], 1912.
- Очерк морских операций русско-японской войны. Морская академия [Morskaya akademiya] (Herausgegeben 1912–1913).
- Прикладная стратегия. Морская академия [Morskaya akademiya], 1913.